# Kasia Domanska
Kasia Domanska (sinh ngày 15 tháng 2 năm 1972 tại Warsaw, Ba Lan) là một họa sĩ người Ba Lan.
Cô từng theo học Khoa Hội họa của Học viện Mỹ thuật ở Warsaw và tốt nghiệp nơi đây vào năm 1995. Cô đã tham gia nhiều triển lãm cá nhân và triển lãm nhóm.
Các tác phẩm tranh của Domanska đã làm chủ đề của nhiều triển lãm cá nhân và triển lãm nhóm bao gồm các triển lãm tại Bảo tàng Quốc gia ở Warsaw. Cô đã được chọn để tham gia các triển lãm quốc tế ở Florence và được hai lần tham gia vào Liên hoan Quốc gia "The Supermarket of Art". Ngoài ra, cô từng hai lần được lọt vào vòng chung kết cuộc thi “Bức tranh của năm” của Art & Business, tạp chí về nghệ thuật lâu đời nhất của Ba Lan. Các tranh của cô đã được đăng trên nhiều ấn phẩm truyền thông như ELLE, Artinfo, Sztuka, Warsaw Business Journal, Rzeczpospolita, Twoj Styl Magazine, Wp.pl, Wprost và được giới thiệu trên các chương trình tin tức truyền hình lớn.
Domanska phát triển một phong cách hội họa mang nét riêng của mình. Trong tranh của cô, hiện thực khó có thể tách rời hư cấu. Trong đó, nghĩa đen siêu thực của các chi tiết không chỉ là một sự nỗ lực thể hiện phong cách mà còn biểu hiện một nhận thức nhất định về thực tế. Các bức tranh của Domanska đề cập đến thực tế rằng đang có sự xâm nhập không kiểm soát giữa sự nhái và sự nguyên bản. Ý nghĩa nhân văn của vẻ đẹp tưởng chừng tầm thường và thiển cận của các đồ vật và tình huống được tái hiện lại cũng là nền tảng tán dương, mang tính biểu tượng, các cảm xúc, tình cảm, sự phản ánh và khẳng định của tự nhiên. Các tác phẩm tranh trong sê-ri "Pool" giúp tâm hồn con người cảm thấy sảng khoái, mệt mỏi biến mất, các suy nghĩ bắt đầu lưu chuyển từ từ. Bằng cách sử dụng hình ảnh những bãi biển đầy nắng, bầu trời trong xanh, những chiếc ô trên bãi biển, những con sóng nhẹ nhàng, những người phụ nữ xinh đẹp trong bộ bikini ôm sát và những đứa trẻ chơi đùa trên cát, Domanska thể hiện một mùa hè vô ưu vô lo, lười biếng, đồng thời thách thức định nghĩa về cái đẹp ở một khoảng cách được duy trì cẩn thận.